# دالة التوزيع (نظرية القياس)
دالة التوزيع لمقياس ما هي مصطلح في نظرية القياس ، وهو فرع من الرياضيات يتعامل مع المفاهيم المعممة للطول والحجم. يمكن تعيين دالة توزيع لكل مقياس محدد على الأرقام الحقيقية . تلعب وظائف توزيع مقاييس الاحتمالية دورًا مهمًا في الاستوكاستك . في نظرية القياس ، تُستخدم دوال التوزيع للتحقق من تقارب المقاييس وصحتها.

## تعريف
نفنرض مساحة القياس {\displaystyle (\mathbb {R} ,{\mathcal {B}}(\mathbb {R} ))} ، بحيث {\displaystyle {\mathcal {B}}} تشير إلى Borel σ-algebra ، ومقياس محدود {\displaystyle \mu } في مساحة القياس هذه. أي أن :
{\displaystyle F_{\mu }(x):=\mu ((-\infty ,x])}
هي دالة توزيع المقياس {\displaystyle \mu } .
بالإضافة إلى ذلك نسمي كل دالة حقيقية متزايدة بشكل رتيب ومستمرة ومحدودة {\displaystyle F} كدالة توزيع حيث أنها معرّفة بــ :
{\displaystyle \mu _{F}((a,b]):=F(b)-F(a)}
معرفة بمقياس محدد.. الحالة الخاصة تشكلها تلك الدوال التي ينطبق عليها الشرط لإضافي التالي:
{\displaystyle \lim _{x\to -\infty }F(x)=0{\text{ und }}\lim _{x\to \infty }F(x)=1} و
هذه هي بالضبط دوال التوزيع طبقا لنظرية الاحتمالات .

## أمثلة
بالنظر إلى مقياس ديراك بالنسبة إلى 1
{\displaystyle \delta _{1}(A):={\begin{cases}1&{\text{falls }}1\in A\\0&{\text{falls }}1\notin A\end{cases}}}
عندئذ تصبح دالة التوزيع هي:
{\displaystyle F_{\delta _{1}}={\begin{cases}0&{\text{falls }}x<1\\1&{\text{falls }}x\geq 1\end{cases}}} .

## خواصها
- إذا حدد المرء علاقة التكافؤ في الدوال المتواصلة المتزايدة بشكل رتيب:

تساوي ثابت {\displaystyle F\sim G\iff F-G{\text{ ist konstant }}}
ويشير إلى فئات التكافؤ مع {\displaystyle [F]} ، كذلك {\displaystyle \mu \mapsto [F_{\mu }]} انحياز. يتم تعيين فئة التكافؤ لوظيفة التوزيع الخاصة بكل مقياس محدد على الأرقام الحقيقية. لذلك ، لا يميز المرء عادة بين المقياس ووظيفة التوزيع. إن تكوين فئة التكافؤ هذا ليس ضروريًا لوظائف التوزيع بمعنى نظرية الاحتمالات ، لأنه بالفعل {\displaystyle \lim _{x\to -\infty }F(x)=0} و {\displaystyle \lim _{x\to \infty }F(x)=1} محددة بوضوح.
- فإذا وضعنا :

{\displaystyle \Vert F_{\mu }\Vert ^{*}:=\lim _{x\to \infty }\left(F_{\mu }(x)-F_{\mu }(-x)\right)} و
ينتج {\displaystyle \Vert F_{\mu }\Vert ^{*}=\Vert \mu \Vert _{TV}} .

ونسمي {\displaystyle \Vert \cdot \Vert _{TV}} معيار الاختلاف الكلي.

## التقارب

### تقارب غامض
متسلسلة واحدة {\displaystyle (F_{n})_{n\in \mathbb {N} }} من دوال التوزيع تعني التقارب الغامض لوظيفة التوزيع {\displaystyle F} إذا كانوا في جميع نقاط استمرارية {\displaystyle F} نقطيا تقترب من {\displaystyle F} ، أي عندما تكون :
{\displaystyle \lim _{n\to \infty }F_{n}(x)=F(x)}
لجميع قيم {\displaystyle x\in \mathbb {R} } ، التي فيها {\displaystyle F} مستمرة.

### تقارب ضعيف
متسلسلة واحدة {\displaystyle (F_{n})_{n\in \mathbb {N} }} من دوال التوزيع تسمى متقاربة بشكل ضعيف بالنسبة إلى دالة التوزيع {\displaystyle F} ، إذا كانت متقاربة بشكل غامض و ينطبق عليها الشرط:
{\displaystyle \lim _{n\to \infty }\Vert F_{n}\Vert ^{*}=\Vert F\Vert ^{*}}
إذا كانت دوال التوزيع تنتمي إلى مقاييس الاحتمالية ، فيمكن الاستغناء عن الشرط الثاني حيث أن {\displaystyle \|F_{n}\|^{*}=1} . وبهذا يتقارب التقارب الضعيف والتقارب الغامض. وبالنسبة لمقاييس الاحتمالية ، يمكن قياس التقارب الضعيف لدوال التوزيع بمسافة ليفي .

### تعليق
لم يتم استخدام التقارب الضعيف والغامض لات التوزيع بشكل واضح في
المنشورأت العلمية . جزئيًا ، لا يوجد تمييز بين التقارب الغامض والضعيف ، حيث أن هذه المصطلحات الخاصة بمقاييس الاحتمالية تتطابق ، ويشار أيضًا إلى التقارب النقطي جزئيًا في جميع نقاط الاستمرارية على أنه تقارب ضعيف. وهذا يتوافق مع التقارب الغامض الموصوف هنا. بالنسبة لدوال التوزيع بالمتعلقة بنظرية الاحتمالات ، والتي يتم تعريفها باستخدام متغيرات عشوائية حقيقية ، كما تنطبق على المفهوم "متقارب في التوزيع " أو "التقارب العشوائي ".

### معادلات هامة

#### معادلة هيلي براي
وفقًا لنظرية هيلي براي ينطبق:
- تقارب سلسلة من دوال التوزيع {\displaystyle (F_{n})_{n\in \mathbb {N} }} بشكل غامض ناحية {\displaystyle F} ، بذلك تتقارب {\displaystyle \mu _{n}} غامضة بطبقا لنظرية القياس في اتجاه {\displaystyle \mu } .
- إذا كان تقارب سلسلة من دوال التوزيع {\displaystyle (F_{n})_{n\in \mathbb {N} }} ضعيفا بالنسبة إلى {\displaystyle F} ، فإن {\displaystyle \mu _{n}} تتقارب تقاربا ضعيفا طبقا لنظرية القياس .

إذا قام المرء بتعديل تسلسل دوال التوزيع بتسلسل من الأرقام الحقيقية ، فيمكن أيضًا إظهار الاتجاه العكسي.

#### مجموعة الاختيار طبقا لـ Helly
وفقًا لنظرية اختيار هيلي ، فإن كل تسلسل محدد بشكل موحد لدوال التوزيع تكون له عناصر تسلسلية متقاربة بشكل غامض.

#### نظرية بروخوروف
يمكن صياغة نظرية Prokhorov خصيصًا لعائلات دوال توزيع (المحددة بشكل مستمر ). تنص على أن عائلة دوال التوزيع تكون ضيقة إذا وفقط إذا كان لكل تسلسل في هذه العائلة نتيجة متقاربة بشكل ضعيف.

## كتب
- . DOI:10.1007/978-3-540-89728-6. ISBN:978-3-540-89727-9. {{استشهاد بكتاب}}: الوسيط |title= غير موجود أو فارغ (مساعدة)
- . DOI:10.1007/978-3-642-36018-3. ISBN:978-3-642-36017-6. {{استشهاد بكتاب}}: الوسيط |title= غير موجود أو فارغ (مساعدة)
- . DOI:10.1007/978-3-642-45387-8. ISBN:978-3-642-45386-1. {{استشهاد بكتاب}}: الوسيط |title= غير موجود أو فارغ (مساعدة)
- . DOI:10.1007/978-3-642-21026-6. ISBN:978-3-642-21025-9. {{استشهاد بكتاب}}: الوسيط |title= غير موجود أو فارغ (مساعدة)